# Hieronymos (Bildhauer)
Hieronymos (altgriechisch Ἱερώνυμος) war ein griechischer Bildhauer aus Samothrake, der um 220 v. Chr. in Lindos tätig war.
Er ist nur durch seine Signatur auf einer Statuenbasis aus lartischem Marmor bekannt, die auf der Akropolis von Lindos neben der Stoa gefunden wurde. Aus der Inschrift der Basis geht hervor, dass auf ihr eine Bronzestatue stand, die ursprünglich um 250 v. Chr. von Phyles aus Halikarnassos geschaffen wurde, Hieronymos fügte der Statue einen zweiten Teil hinzu. Gestiftet wurde sie von Python, einem Priester der Athena Lindia, des Zeus Polieus und der Artemis Kekoia.
Wer mit der Statue dargestellt wurde, ist unbekannt, aufgrund der Einlassungen der Basis ist lediglich bekannt, dass es sich um eine mit beiden Beinen aufstehende Figur handelte. 